# فريد شكلام
فريد شكلام (21 سبتمبر 1984 في واريزان) هو لاعب كرة قدم جزائري يلعب مع مولودية بجاية في الرابطة الجزائرية المحترفة الأولى.

## مع النوادي
في 10 يوليو 2009، وقع شكلام عقدًا لمدة عامين مع اتحاد الجزائر.
في 15 أغسطس 2011، وقع شكلام عقدًا لمدة عام واحد مع نادي نجران من دوري المحترفين السعودي.

## دوليًا
تلقى أول استدعاء للمنتخب الجزائري من مزيان إيغيل لمباراة تأهيلية لكأس العالم ضد الغابون في 8 أكتوبر 2005. بعد عدة استدعاءات في عام 2006، تلقى دعوة أخرى من جون ميشيل كافالي لمباراة ودية ضد البرازيل في 22 أغسطس 2007، لكنه لم يظهر بعدها أبدًا.
في 5 أبريل 2008، تلقى أول اتصال له مع المنتخب الجزائري "أ" لمباراة ودية ضد اتحاد البليدة.

## الحياة الشخصية
في 2 فبراير 2021، أدانت محكمة البليدة فريد شكلام بثلاث سنوات حبس نافذ، وذلك لتورّطه في قضايا إجرامية لمستغلاً نفوذ صهره الذي يشغل منصباً في جهاز الدرك الوطني الجزائري.

## روابط خارجية
- فريد شكلام على موقع قاعدة بيانات كرة القدم.إي يو (الإنجليزية)